# Südwestdeutscher Hundesportverband
Der Südwestdeutsche Hundesportverband (swhv) ist ein Zusammenschluss hundesporttreibender Vereine. In ihm sind über 340 Vereine mit ca. 46.000 Mitgliedern in Baden-Württemberg und in der Pfalz tätig. Der Südwestdeutsche Hundesportverband ist in 14 Kreisgruppen gegliedert. Er ist Mitglied im Deutschen Hundesportverband (dhv), und damit im Verband für das Deutsche Hundewesen.
Der swhv bestimmt in seiner Satzung als Zweck unter anderem die Förderung des Hundesports und das Gewinnen von Jugendlichen für diesen Sport sowie die Gründung entsprechender Vereine und den Tierschutz, insbesondere die Förderung artgerechter Hundehaltung.

## Geschichte

### Der Verein
1947 wurde der Württembergisch-Badische Dressurverband für Schutz- und Polizeihunde (WBDV) gegründet, dem sich kurz nach der Gründung Pfälzer Vereine anschlossen. 1972 wurde der Verein in Südwestdeutscher Hundesportverband (swhv) umbenannt. Der swhv ist ein rein sportorientierter Verband.

### Mitgliedschaften und Dachverbände
Im Süden erfolgte 1949 der Zusammenschluss des Württembergisch-Badischen Dressurverbandes für Schutz- und Polizeihunde mit Rheinland-Pfalz (WBDV) und den Landesverbänden aus Hessen, Bayern und Berlin in die Vereinigung Süddeutscher Gebrauchshundeverbände (VSGV). Daraus wurde die Vereinigung der Landesverbände für das Deutsche Gebrauchshundewesen (VLDG), dem sich der Deutsche Schutzhundeverein (DSV) ebenfalls anschloss.
Der VLDG schloss sich 1977 mit dem DVG zum Deutschen Hundesportverband (dhv) zusammen, wobei die jeweiligen Mitgliedsverbände eigenständige Mitglieder des dhv wurden.
Seit 2013 ist der DVG eigenständiger Verband im VDH.

## Hundesportarten
Folgende Hundesportarten werden in den Vereinen angeboten:
- Agility
- Basiskurse (Welpenschule, Team Test, Begleithundprüfung)
- Obedience
- Schutzhundesport (Gebrauchshundprüfung)
- Turnierhundsport
- Trendsportarten (Rally Obedience, Flyball, Dogdance)
- Team-Balance

Außerdem betreibt der Verband aktive Jugendarbeit.